# Habitatge al carrer Jaume Balmes, 13 (Molins de Rei)
L'Habitatge al carrer Jaume Balmes, 13 és una obra modernista de Molins de Rei (Baix Llobregat) inclosa a l'Inventari del Patrimoni Arquitectònic de Catalunya.

## Descripció
És un bloc d'habitatges d'estil modernista format per planta i dos pisos. La primera planta, pintada de color verd, consta de la porta d'accés i alguna finestra. El dos pisos estan formats per finestres endinsades amb petites baranes de ferro treballat. Cal destacar que algunes d'aquestes finestres són cegues. I que totes elles estan emmarcades per arcs de pedra rogenca. A l'alçada dels arcs corre un fris tot al llarg de la façana fet amb ceràmica vidriada de diversos colors i rematat per una petita franja vermellosa. L'edifici acaba amb un cos sobresortit amb emmerletats de pedra i ceràmica, figurant a un d'ells la data de 1914 i a un altre les inicials J.A.